# Trevignano Romano

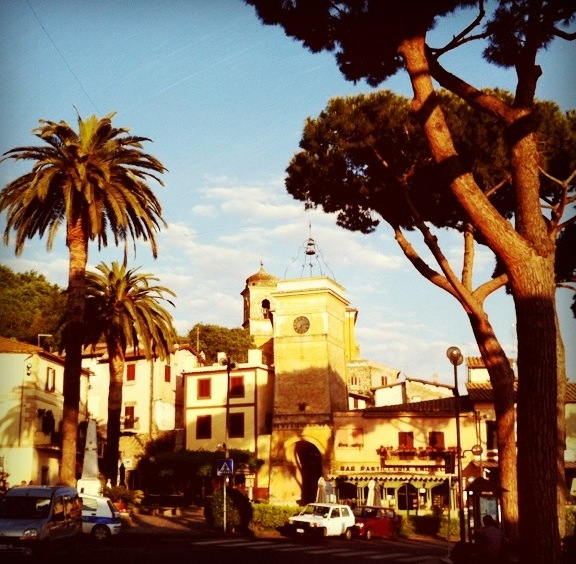
Centre historique de Trevignano.

Trevignano Romano est une commune italienne de la ville métropolitaine de Rome Capitale, dans la région Latium.

## Géographie
Le territoire de la commune se trouve sur les rives du lac de Bracciano et est limitrophe au sud d'une enclave de la ville de Rome : Polline Martignano.

## Vues

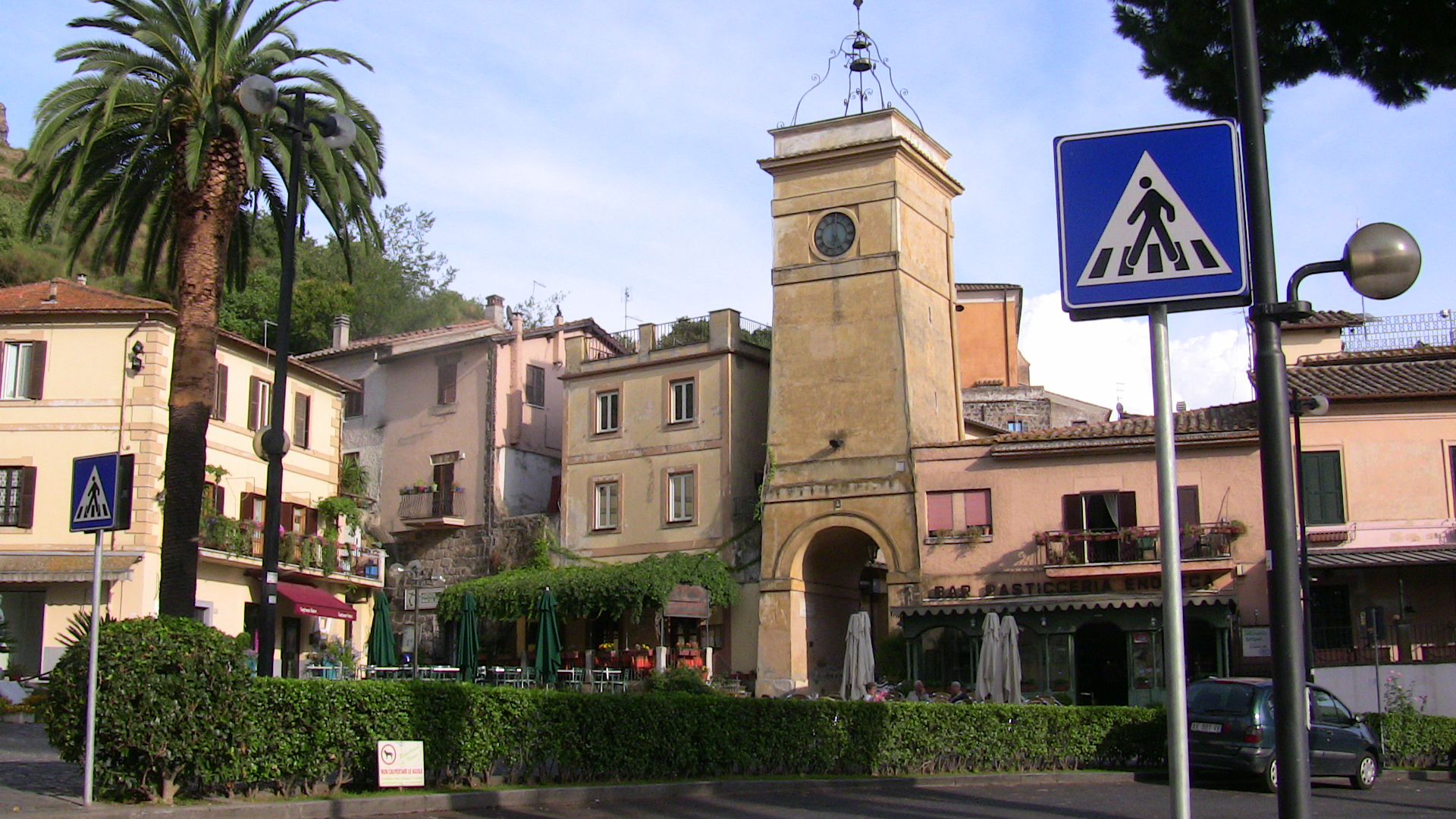
Place de l'Hôtel de ville.
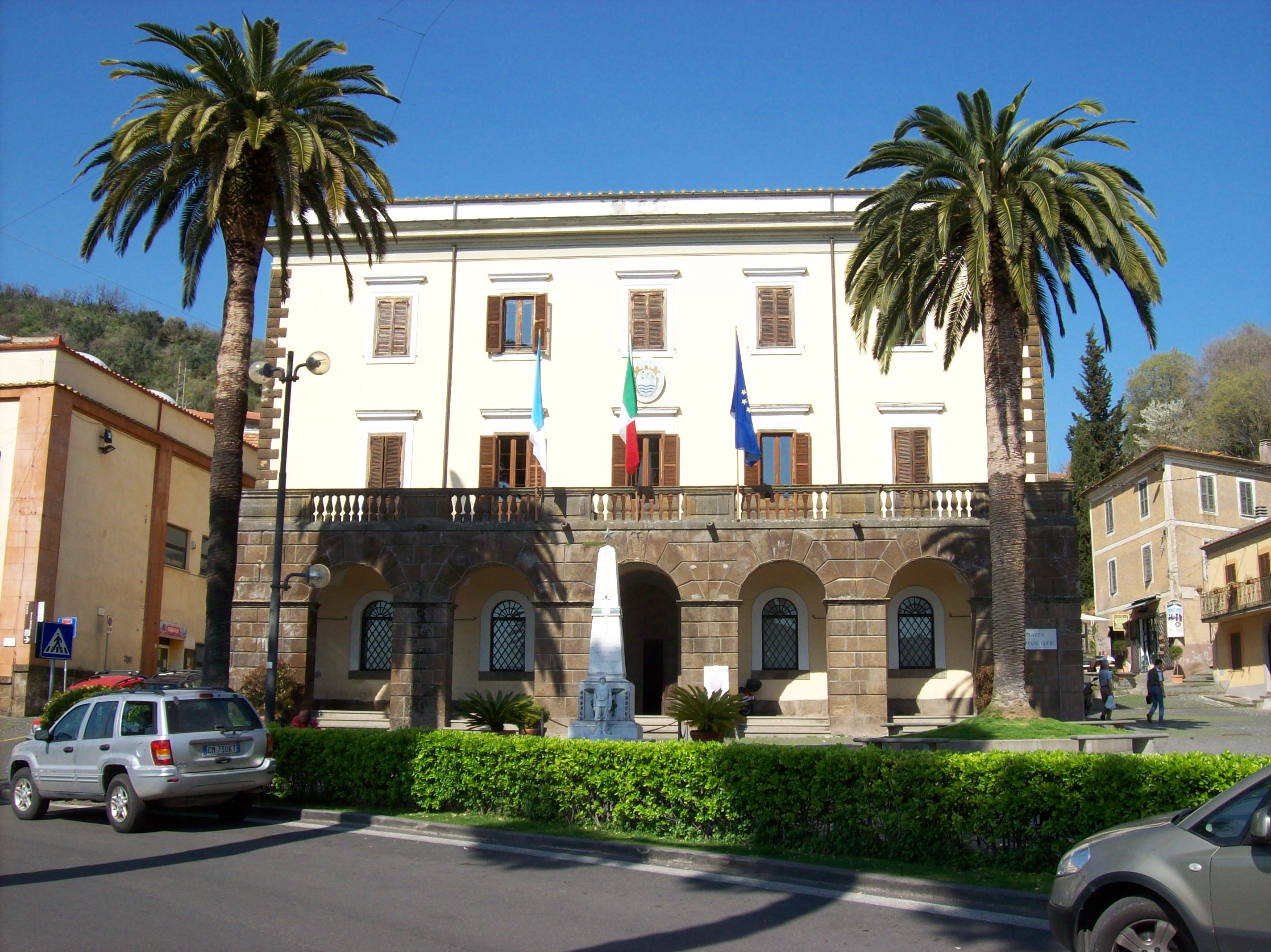
Palazzo.
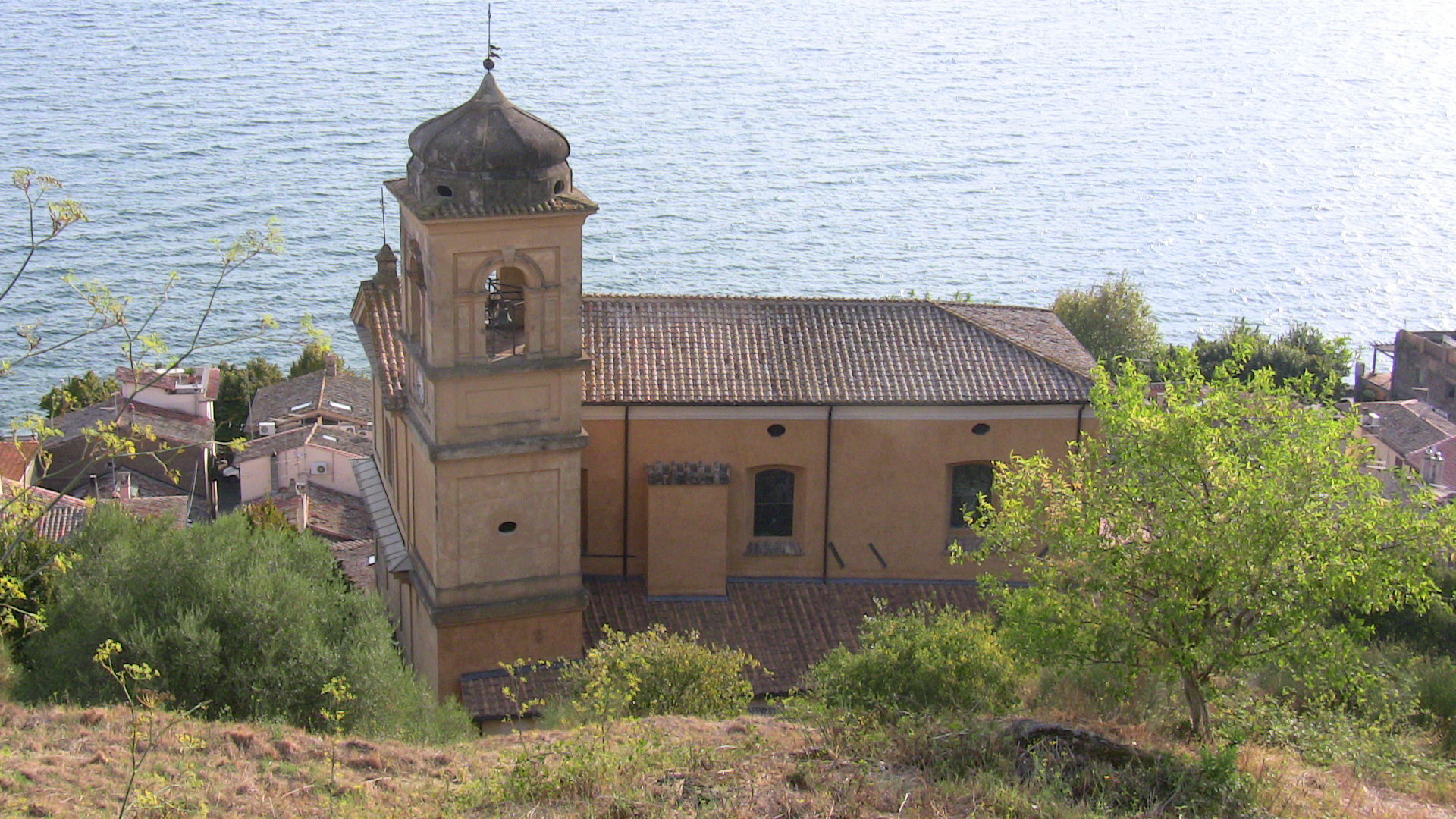
Église, avec le lac en toile de fond.
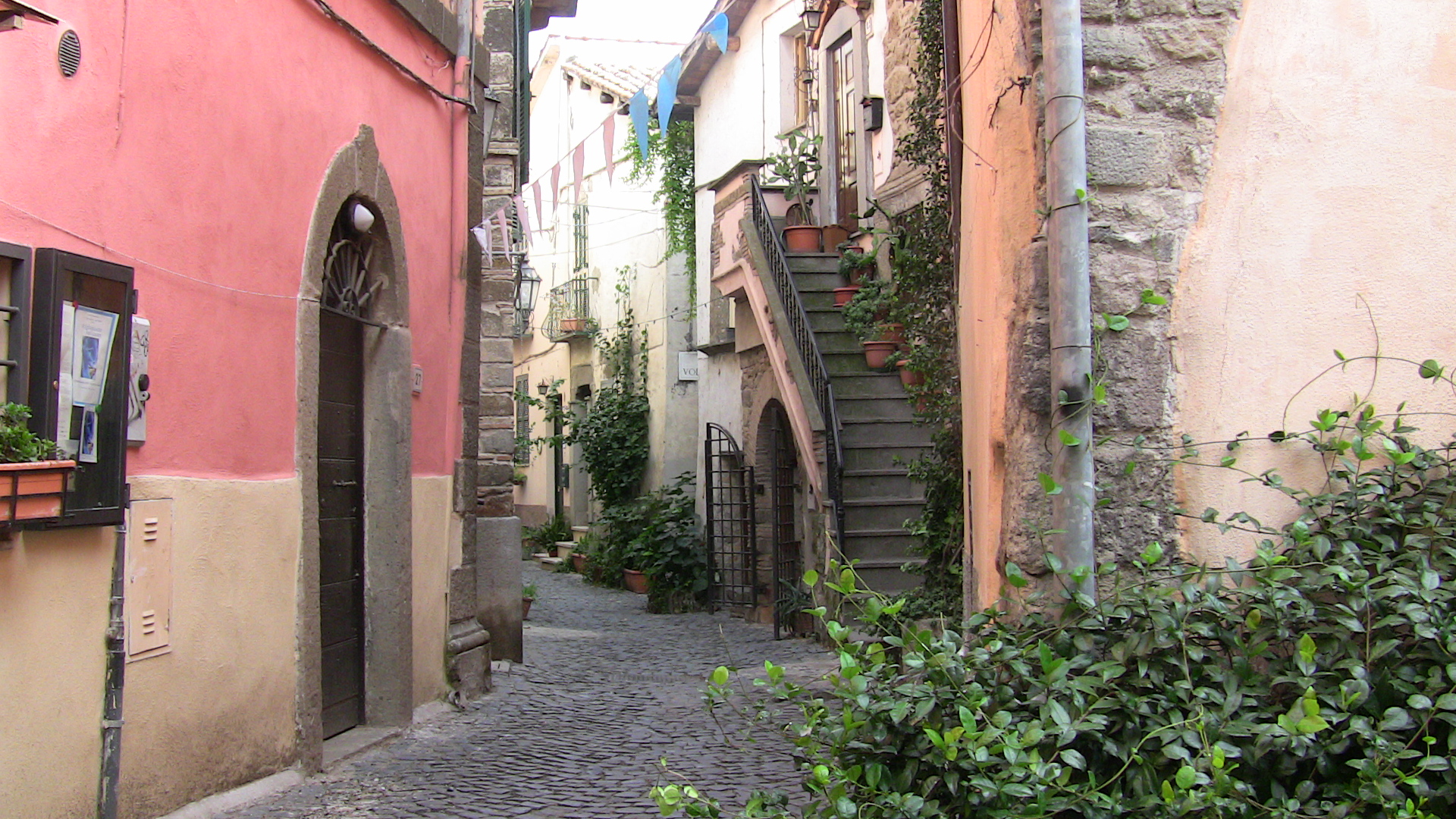
Rue pittoresque.

## Administration
| Période                                  | Période  | Identité          | Étiquette | Qualité |
| ---------------------------------------- | -------- | ----------------- | --------- | ------- |
| Depuis le 6/06/2016                      | En cours | Claudia Maciucchi |           |         |
| Les données manquantes sont à compléter. |          |                   |           |         |

### Communes limitrophes
Anguillara Sabazia, Bracciano, Campagnano di Roma, Monterosi, Nepi, Sutri, Rome.